# Comité Guillaume Tell
Pour les articles homonymes, voir Guillaume Tell (homonymie).
Le Comité Guillaume Tell fondé en 1999, a pour vocation de défendre les intérêts des deux millions d'utilisateurs légaux d'armes à feu en France. Il est étroitement associé à Thierry Coste, lobbyiste qui opère depuis plusieurs années auprès de la Fédération nationale des chasseurs de France. Le Comité Guillaume Tell représente les chasseurs, les tireurs sportifs et les armuriers en s'invitant régulièrement dans les cénacles et commissions de loi qui tendent à réguler ces activités. Il peut être comparé à la National Rifle Association of America (NRA).

## Histoire
Le Comité Guillaume Tell s'inscrit avec d'autres partenaires, comme l'Institut Mirabeau, le Centre de recherche sur la sécurité intérieure, le Cercle droit & liberté, The Federal Society for Law and Public Policy Studies et le Crime Prevention Research Center dans l'écosystème des professionnels des armes à feu en France et en Europe. Sa création en 1999 répond aux besoins des fédérations professionnelles, des chambres syndicales et des associations qui collectivement sont attachées à l'encadrement juridique de l'utilisation des armes à feu et à la sécurité publique.

## Composition
Le Comité Guillaume Tell regroupe six organisations : la Fédération nationale des chasseurs, la Fédération française de tir, la Fédération française de ball-trap, l'Association nationale de défense des tireurs d'armes et des collectionneurs d'armes, la Chambre syndicale nationale des armuriers professionnels, la Chambre syndicale nationale des fabricants et distributeurs d’armes, munitions, équipements et accessoires pour la chasse et le tir sportif.

## Rôle
Agissant comme un véritable groupe de pression, il défend les intérêts économiques des acteurs de la filière des armes à feu en pesant et en prenant part à l'ensemble des négociations politiques qui ont cours en matière de législation des armes et de sécurité publique. Le Comité Guillaume Tell joue aussi le rôle de courroie de transmission des requêtes et des doléances des 200 000 tireurs licenciés en France.

### Arsenal législatif

#### Décret-loi du 18 avril 1939
Le décret-loi du 18 avril 1939 fixe le régime des matériels de guerre, armes et munitions.
Ce décret, pris dans l'urgence d'une situation exceptionnelle par les évènements politiques de cette époque, fixe encore aujourd'hui dans les grandes lignes le cadre législatif des armes. Le gouvernement français, en préparation du conflit contre l'Allemagne, prit ces mesures afin de désarmer les Français et ainsi maîtriser une éventuelle révolte due aux conditions de vie difficiles pendant le conflit.
Ce décret voté grâce à des pouvoirs spéciaux accordés par la loi du 19 mars 1939 pour organiser le pays en vue de la guerre, qui n'a jamais été validé par les parlementaires, organise les armes selon huit catégories :
- 1re catégorie : armes à feu et leurs munitions conçues pour ou destinées à la guerre terrestre, navale ou aérienne ;
- 2e catégorie : matériels destinés à porter ou à utiliser au combat les armes à feu ;
- 3e catégorie : matériels de protection contre les gaz de combat ;
- 4e catégorie : armes à feu dites de défense et leurs munitions ;
- 5e catégorie : armes de chasse et leurs munitions ;
- 6e catégorie : armes blanches ;
- 7e catégorie : armes de tir, de foire ou de salon et leurs munitions ;
- 8e catégorie : armes et munitions historiques et de collection.

Le décret-loi fut abrogé par l'article 5 de l'ordonnance du 20 décembre 2004.

#### Loi pour la sécurité intérieure en 2003
Après la tuerie de Nanterre le 27 mars 2002, le gouvernement de Lionel Jospin annonce des mesures qui inspireront la loi pour la sécurité intérieure du 18 mars 2003 qui comporte un article entier (article 80) sur l'utilisation des armes à feu et des munitions.

#### Modification de la directive européenne sur les armes en 2008
Une modification de la directive européenne sur les armes à feu en 2008 est rendue nécessaire pour homogénéiser les législations nationales en attribuant une définition unique et générique d'une arme à feu, d'une munition, d'une pièce, du traçage, du métier de courtier, de celui d'armurier. Cette directive impose la création d'un fichier informatique national et centralisé des armes à feu délivrées sur le territoire.

#### Loi relative à l'établissement d'un contrôle des armes en 2012
Bruno Le Roux et Jean-Luc Warsmann sont à l'origine de cette loi qui instaure une nouvelle classification des armes à feu en 4 catégories, contrôle et sanctionne plus fortement le trafic illicite d'armes à feu et simplifie les procédures administratives pour les utilisateurs légaux d'armes à feu.

## Polémiques

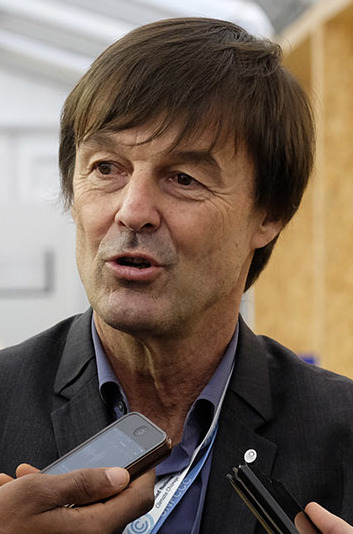
Nicolas Hulot, ministre d'État.

Le 28 août 2018, la démission surprise de Nicolas Hulot de son poste de ministre d'État chargé de la Transition écologique et solidaire éclaire sous un nouveau jour le rôle du conseiller en affaires publiques Thierry Coste qui s'est invité à une réunion préparatoire à un projet de loi portant sur une réforme de la chasse et la biodiversité et du groupe de pression que représente le Comité Guillaume Tell chargé de protéger les intérêts des détenteurs d'armes à feu. 